# Poxdorf (Thuringe)
Pour les articles homonymes, voir Poxdorf.
Poxdorf est une commune allemande de l'arrondissement de Saale-Holzland, Land de Thuringe.

## Géographie
Poxdorf est traversé par la Gleise.
| Tautenburg            | Schkölen |        |
| Graitschen bei Bürgel | Poxdorf  | Bürgel |
|                       | Nausnitz |        |

## Histoire
Poxdorf est mentionné pour la première fois en 1145.
Poxdorf avait un château-fort dressé lors de la conquête des rois germains Henri et Otton contre les Slaves. Il sert à la protection des routes de Nuremberg à Naumbourg et de Dornburg-Camburg à Zeitz. Le château et le village sont détruits en 1450 au moment de la guerre fratricide de Saxe.

## Source, notes et références
- (de) Cet article est partiellement ou en totalité issu de l’article de Wikipédia en allemand intitulé « Poxdorf (Thüringen) » (voir la liste des auteurs).